# Барна, Бейб
Герберт Пол «Бейб» Барна (англ. Herbert Paul «Babe» Barna; 2 марта, 1915 года, Кларксберг, Западная Виргиния — 18 мая, 1972 года, Чарлстон, Западная Виргиния) — американский бейсболист, лефтфилдер. В 1937—1943 годах с перерывами выступал в Главной лиге бейсбола (МЛБ).

## Биография
Родился в Кларксберге, Западная Виргиния в семье венгерских иммигрантов Тони и Рози (Чалнак) Барны. Окончил старшую школу Бриджпорта, после чего в 1935 поступил в Университете Западной Виргинии, который закончил в 1937 году ср степенью бакалавра наук по физическому воспитанию. В университете играл в футбол, баскетбол и бейсбол. В среднем отбивал 40,8% подач, играл и в аутфилде, и в инфилде. В одной из игр украл пять баз, установив рекорд «Маунтинирс».
В седьмом раунде драфта НФЛ 1937 года был выбран командой «Филадельфия Иглз», но Барна предпочёл подписать контракт с «Филадельфия Атлетикс». Из-за травмы упустил возможность дебютировать сразу после выпуска из университета, поэтому сначала был отправлен в «Олбани Сенаторс» в Лигу Нью-Йорк-Пенсильвания. За «Атлетикс» дебютировал 16 июня в матче против «Сент-Луис Браунс», трижды выйдя на биту и получив один страйк-аут. Первый хит выбил 23 сентября в игре с «Чикаго Уайт Сокс», выйдя внизу восьмого иннинга пинч-хиттером вместо Расти Питерса и выбив сингл против Джона Уайтхеда. Первый ран заработал 27 сентября во второй игре дабл-хедера с «Бостон Ред Сокс», тремя пробежками добравшись с первой базы до дома. Первый хоум-ран выбил 30 сентября во втором матче дабл-хедера против «Нью-Йорк Янкис» против Фрэнка Макоски. В дебютном сезоне показал лучший процент отбивания в карьере в Высшей лиге (38,9). В следующем году провёл за «Атлетикс» всего 9 игр, показав худший процент отбивания в карьере (13,3). Большую часть сезона провёл в составе «Уильямспорт Грейс» в Восточной лиге.
Весной 1939 года тренировался с командой из Филадельфии, но 8 апреля был переведён в состав «Чаттануга Лукаутс» из Южной ассоциации, за которых провёл 145 игр и выбил 162 хита и 20 хоум-ранов. В 1940 году контракт Барны получил «Мемфис Чикасоус», в составе которых набрал схожую статистику, а также установил рекорд в карьере по количеству триплов (17). Перед сезоном 1941 был продан в «Миннеаполис Миллерс» из Американской ассоциации. К середине сезона Барна лидировал в лиге по проценту отбивания (33,6), украденным базам (29) и RBI (105). 22 июля его контракт приобрели «Нью-Йорк Джайентс». Хотя Билл Терри хотел видеть игрока в своём составе немедленно, лефтфилдер прибыл в Нью-Йорк только по окончании сезона в низшей лиге, в котором установил карьерный рекорд по количеству хитов (75). За команду дебютировал 20 сентября во второй игре дабл-хедера с «Бостон Брэйвз», выбив хоум-ран против Эла Джевери. Следующий сезон стал самым полным для Барны в МЛБ: он провёл 104 игры, показав процент отбивания 33,0 и установив рекорд в карьере в высшей лиге по количеству хитов (80), ранов (39), RBI (58), хоум-ранов (6) и триплов (7).
14 июня 1943 года был обменян на Кена Чейза в «Бостон Ред Сокс». 16 июня, в дебютной игре против «Атлетикс», внизу девятого иннинга выбил дабл, а затем, после сингла Скитера Ньюсома, заработал победный ран. Однако остаток сезона в составе «Ред Сокс» вышел для Барны слабым: в 30 играх он отбивал всего 17,0. 30 июля окончательно покинул Высшую лигу, будучи переведённым в «Луисвилл Колонелс» в обмен на Эммета О’Нила. В феврале 1944 года прошёл предварительную медкомиссию, но не был призван на службу. В том же году вернулся в «Миллерс», где оставался до конца сезона 1949, в общей сложности проведя за команду из Миннеаполиса 779 игр.
В 1949 году присоединился к «Нэшвилл Волонтирс», в составе которых стал победителем Американской ассоциации, а также установил карьерный рекорд по количеству ранов (132), хоум-ранов (42) и RBI (138). В 1950 году был обменян в «Балтимор Ориолс», но спустя год вернулся в Нэшвилл. В 1952 году присоединился к «Чарлстон Сенаторс», в составе которых по окончании сезона завершил карьеру.
После завершения карьеры занимался предпринимательской и общественной деятельностью, был судим за бутлегерство. 11 июля 1957 года перенёс инсульт и спустя неделю умер, оставив после себя жену Лилиан Уэйли, на которой женился в декабре 1937 года, и двоих детей. В 1995 году был введён в Зал спортивной славы Университета Западной Виргинии.